# Bodensee-Toggenburg-Bahn
La Bodensee-Toggenburg-Bahn (BT) era una compagnia ferroviaria della Svizzera che gestiva la linea a scartamento normale tra Romanshorn, San Gallo e Nesslau-Neu-St.Johann. Nel 2001 è confluita nella Schweizerische Südostbahn AG.

## Storia
La compagnia fu fondata il 28 marzo 1904 a San Gallo con lo scopo di costruire e gestire una linea ferroviaria a scartamento normale atta a collegare Romanshorn (sul Lago di Costanza) con San Gallo, Herisau e Wattwil. A causa del difficile percorso fu necessaria la costruzione di 92 tunnel e 35 ponti.
L'esercizio ferroviario ebbe inizio il 3 ottobre 1910 con trazione a vapore. A partire dal 1º ottobre 1912 entrò in esercizio anche il suo prolungamento per Ebnat-Kappel e Nesslau-Neu-St.Johann nella regione del Toggenburg. L'esercizio venne inizialmente curato dalle Ferrovie Federali Svizzere (FFS) in base ad un contratto siglato nel 1910; la BT riprese l'esercizio della propria linea dal 1º maggio 1917.
Tra il 1931 e il 1932 la linea venne elettrificata a corrente alternata monofase a 15 kV.
Nel 2001 la compagnia si fuse con la Schweizerische Südostbahn (SOB).